# CRSSD Festival
Das CRSSD Festival ist ein Musikfestival für Elektro und Indie-Rock, welches jährlich in San Diego, Kalifornien, Vereinigte Staaten stattfindet. Veranstalter ist die örtliche Eventagentur FNGRS CRSSD.
Das zweitägige Festival wurde erstmals 2015 im neu erbauten Waterfront Park in San Diego abgehalten. Dieser Park verfügt über Liegewiesen und große begehbare Brunnen. Auf drei Bühnen wird eine Mischung aus elektronischer Musik und Independent aufgeführt. Die Zuschauerzahl wird mit 15.000 angegeben.

## Künstler (Auswahl)
Giorgio Moroder, Ben Klock, Carl Cox, The Flaming Lips, The Martinez Brothers, Claptone, Nina Kraviz, Flume, Seth Troxler, Charlotte de Witte, Tchami, Paul Kalkbrenner uvm.